# اچ‌دی ۱۶۵۴۹۳
اچ‌دی ۱۶۵۴۹۳ یک ستاره است که در صورت فلکی آتشدان قرار دارد.